# Madrid Skylitzes
Madrid Skylitzes là một bản thảo được trang hoàng rực rỡ có hình minh hoạ phong phú nằm trong bộ Sử yếu (Σύνοψις Ἱστοριῶν) của Ioannes Skylitzes, tác phẩm kể về triều đại của các vị hoàng đế Đông La Mã từ sau cái chết của Nikephoros I năm 811 tới khi Mikhael VI bị truất ngôi vào năm 1057. Bản thảo được làm ở Sicilia vào thế kỷ 12 và hiện đang lưu trữ tại Thư viện Quốc gia Tây Ban Nha ở Madrid, mang ký hiệu MS Graecus Vitr. 26-2; nó được biết đến với tên gọi khá phổ biến là Madrid Skylitzes, Codex Græcus Matritensis Ioannis Skyllitzes hay Skyllitzes Matritensis. Đây là bản thảo có hình minh họa duy nhất còn tồn tại của một cuốn biên niên sử của Hy Lạp và cả thảy có 574 bức tiểu họa.

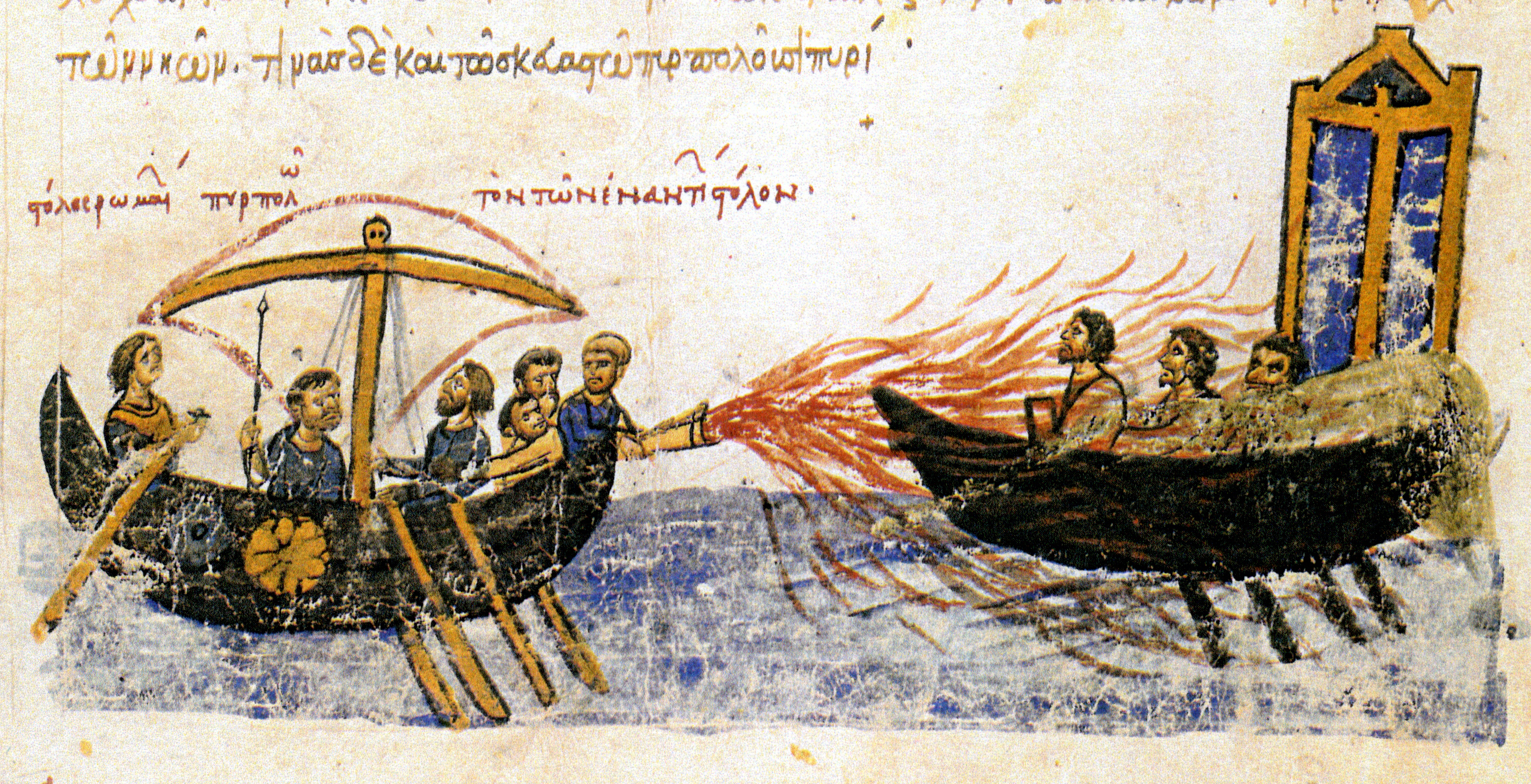
Đoạn mô tả ngọn lửa Hy Lạp trong Madrid Skylitzes

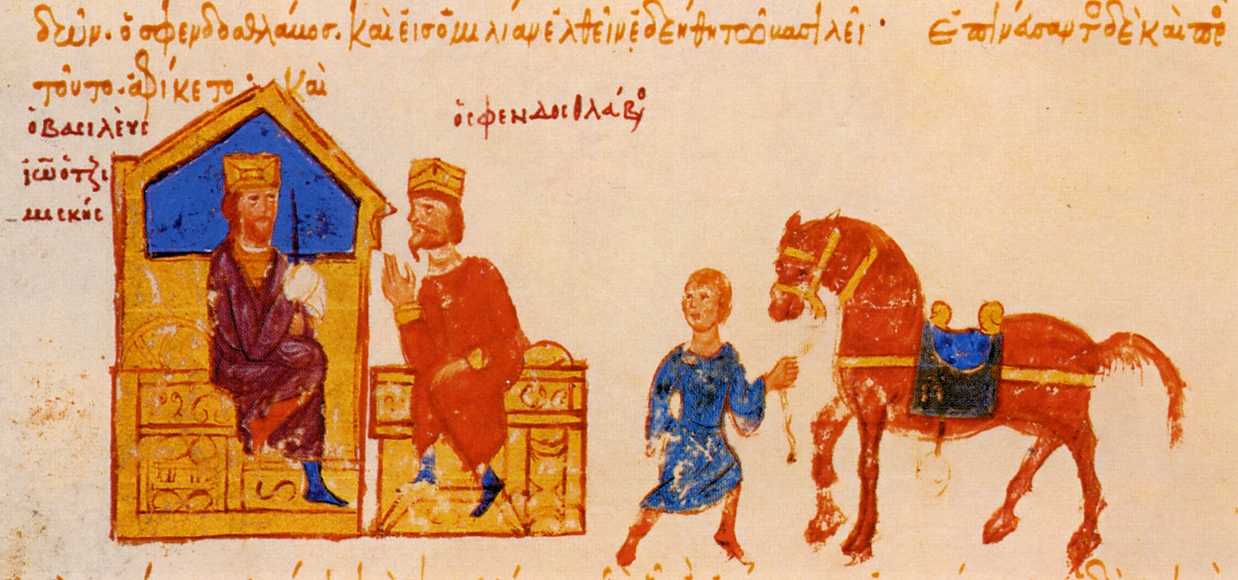
Cuộc gặp gỡ giữa Hoàng đế Ioannes Tzimiskes và Sviatoslav I của Kiev trong Madrid Skylitzes